# James FitzGerald, 1:e hertig av Leinster
James FitzGerald, 1:e hertig av Leinster, född den 29 maj 1722, död den 19 november 1773 i Dublin, var en irländsk ädling och ämbetsman.

## Biografi
James FitzGerald var son till Robert FitzGerald, 19:e earl av Kildare och lady Mary O'Brien. Han var parlamentsledamot för Athy 1741–1744. Han valdes till Privy Councellor för Irland 1745 samt var Irlands lordlöjtnant (vicekung) från 1756 till 1757. Han gjorde dessutom en militär karriär, avslutad som generallöjtnant. Han upphöjdes till hertig av Leinster 1766 av kung Georg III.

### Familj
James FitzGerald gifte sig 1747 med lady Emilia Mary Lennox (1731–1814), dotter till Charles Lennox, 2:e hertig av Richmond.
- George FitzGerald, earl av Offaly (1748–1765)
- William Robert FitzGerald, 2:e hertig av Leinster (1749–1804), gift med Emilia Olivia St. George (1753–1798)
- Lady Emily Maria Margaret FitzGerald (1751–1818), gift med Charles Coote, 1:e earl av Bellomont
- Lady Sophia Sarah Mary FitzGerald (död 1845)
- Lady Lucy Anne FitzGerald (död 1851), gift med amiral sir Thomas Foley
- Charles James FitzGerald, 1:e baron Lecale, amiral (1756–1810)
- Lady Charlotte Mary Gertrude FitzGerald, baronessa Rayleigh (1758–1836), gift med Joseph Holden Strutt
- Lord Henry FitzGerald (1761–1829), gift med Charlotte Boyle, baronessa de Ros av Helmsley
- Lord Edward FitzGerald (1763–1798), gift med Stephanie Syms
- Lord Robert Stephen FitzGerald (1765–1833), gift med Sophia Charlotte Feilding
- Lord Gerald FitzGerald (född 1766, saknad till havs 1788)